# Ferdinand Björkstén

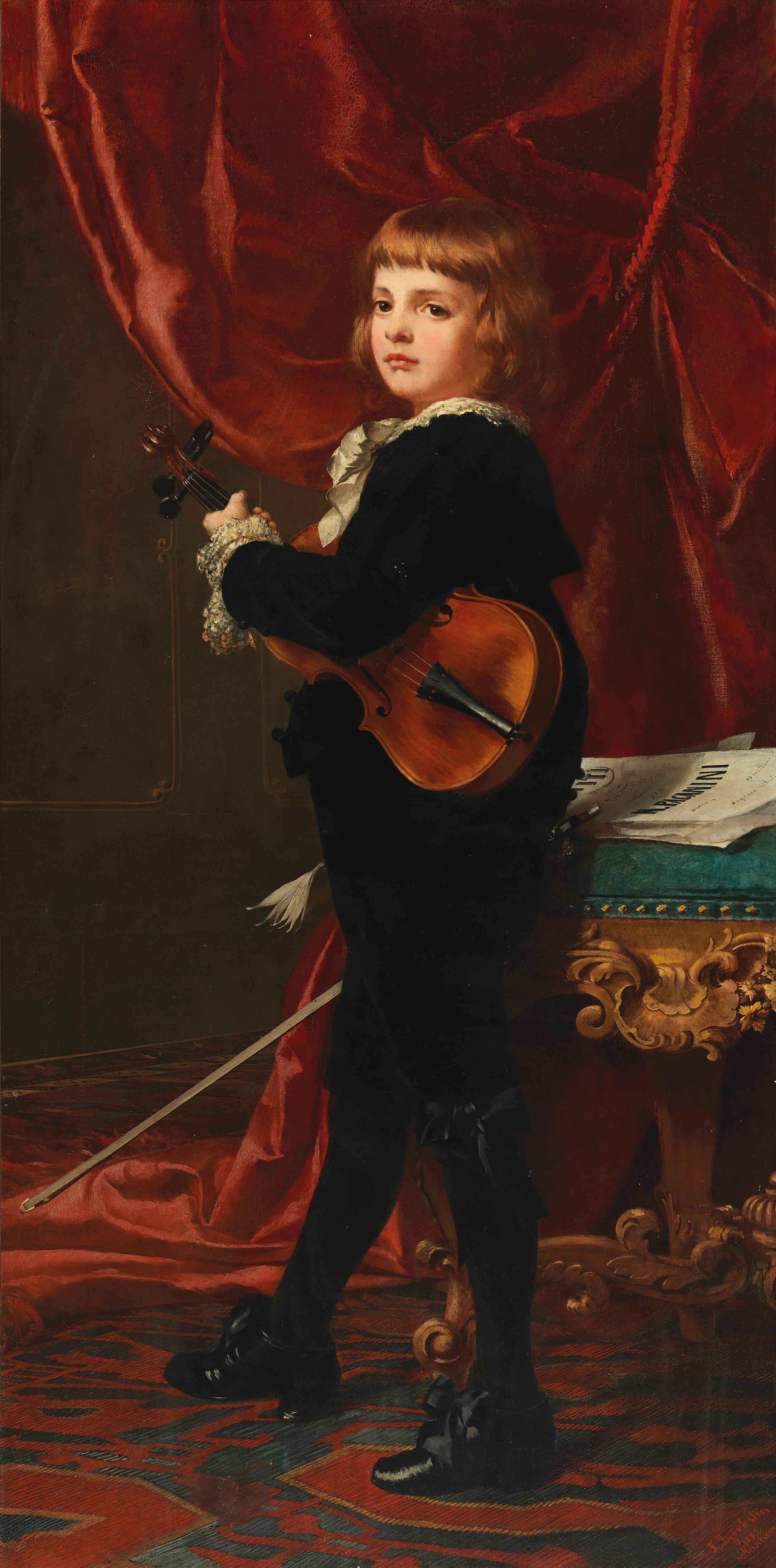
Junger Geiger

Ferdinand Joef Björkstén (* 17. Juni 1835 in Loviisa; † 18. November 1897 in München) war ein in München tätiger Maler und Kupferstecher finnischer Abstammung.
Björkstén studierte Architektur an der Petersburger Kunstakademie.
Im Alter von 37 Jahren begann er am 1. November 1872 das Studium an der Königlichen Akademie der Künste in München. Er besuchte die Kupferstechschule bei Johann Leonhard Raab und studierte Malerei bei Karl Theodor von Piloty.